# Yōko Nagayama
Yōko Nagayama (長山洋子, Nagayama Yōko) est une chanteuse et actrice japonaise née le 13 janvier 1968 à Tōkyō au Japon. Après avoir chanté du min'yō dans son enfance, elle fit ses débuts musicaux en tant qu'idole japonaise dans le genre pop dans les années 1980. En 1993, elle s'oriente vers le genre musical enka où elle s'impose comme une interprète reconnue.

## Biographie

### Enfance et période Min'yō
Yōko Nagayama découvre la musique à l'âge de quatre ans en allant à un cours de min'yō (chants folkloriques japonais) que son père suivait. Attirée par cette musique, elle prit part également aux cours. À dix ans, elle remporta le prix "Victor Young Minyo Performers". Son père lui offrit alors un shamisen et avec la recommandation de son professeur, elle commença à étudier cet instrument. Aujourd'hui encore, elle joue régulièrement du shamisen que lui a offert son père.

### Période Idole J-pop
Yōko Nagayama fit ses débuts dans la chanson le 1er avril 1984.
Au début, elle s'orientait comme chanteuse enka. Mais au moment d'enregistrer sa chanson "Yuki Guni" (雪国), elle fut orientée vers la musique pop japonaise (J-Pop) car sa maison de disques pensait qu'une jeune fille de seize ans n'était pas assez mûre pour le enka. Sa première chanson fut donc "Haru wa SA-RA SA-RA" (春はSA-RA SA-RA) même celle-ci ne devint pas célèbre.
En 1986, sa reprise de "Venus" (ヴィーナス) du groupe néerlandais Shocking Blue remporta un franc succès.
Durant sa période d'idole, cinq de ses chansons rentrèrent dans le top 10 japonais :
- "Venus" (ヴィーナス)
- "Your my love"(ユア・マイ・ラヴ)
- "Kanashiki Koibitotachi" (悲しき恋人たち)
- "Haato Ni Hi Wo Tsukete" (ハートに火をつけて)
- "Hangyaku no Hiiroo" (反逆のヒーロー).

### Carrière d'actrice
Yōko Nagayama a eu une courte carrière d'actrice à la fin des années 1980 en apparaissant dans quelques dramas dont :
- 1986 : Hanayomeishō wa dare ga kiru (花嫁衣裳は誰が着る)
- 1988 : Koiko no mainichi (恋子の毎日)
- 1988 : Kimi ga uso o tsuita (君が嘘をついた)
- 1990 : Sanbiki ga Kiru! (三匹が斬る!)

### Période Enka
Le 21 janvier 1993, elle se lance dans le genre enka avec la chanson "Higurashi" (蜩). Malgré les inquiétudes de sa maison de disques, cette chanson reçut trois prix et lui permit même d'aller au Kōhaku Uta Gassen pour la première fois.
En 1995, elle connut également un franc succès avec la chanson "Suterarete" (捨てられて) qui lui permit de participer au Kōhaku Uta Gassen une seconde fois.
Le 25 juin 2003, elle sortit le tube "Jonkara Onna Bushi" (じょんから女節) qu'elle chante accompagnée de son shamisen.
Elle présente régulièrement des programmes télévisés consacrés à la musique enka. De 1993 à 2005, elle participa douze fois au Kōhaku Uta Gassen.

## Discographie
La discographie sépare la période idol de la période enka pour plus de clarté et les singles/albums seront classés du plus vieux au plus récent en fonction de leur date de sortie.

### période idol
Singles
- - Haru wa SA-RA SA-RA (春はSA-RA SA-RA) incluant Yume no Iro (夢の色)
  - Shabon (シャボン) incluant Pianishimo (ピアニシモ)
  - Hisoka ni Tokimeite (密かにときめいて…) incluant Gomen (ごめん)
  - Toki wa Fantasy (瞬間(とき)はファンタジー) incluant Half Moon no Kimochi (ハーフムーンの気持)
  - Gold Wind (ゴールドウィンド) incluant Poroporoto (ぽろぽろと)
  - Sugao no mamade (素顔のままで) ※Theme Song de l'OVA 「Love Position - The Legend of Halley (ラブ・ポジション～ハレー伝説)」 incluant Yumeutsutsu(C/W 夢うつつ)
  - Kumo ni noritai 雲にのりたい incluant FLY ME AGAIN
  - Venus (ヴィーナス) incluant True Lover～Mitsumekaeshite～ (True Lover～見つめかえして～)
  - Your・My・Love (ユア・マイ・ラヴ) incluant Mister Monday (ミスター・マンデー)
  - Kanashiki Koibitotachi (悲しき恋人たち) incluant Shinshou Fuukei (Kokoro no Sukecchi) (心象風景（ココロノスケッチ）)
  - Hoshi ni negai wo (星に願いを) incluant Heart ni Hi wo tsukete (ハートに火をつけて)
  - Hangyaku no Hero (反逆のヒーロー) incluant Kireina Pride (綺麗なプライド)
  - Lonely Goodnight (ロンリーグッドナイト) incluant Tooi Last Summer (遠いラストサマー)
  - KOIKO incluant MonaLisa (モナリサ)
  - Hitomi no Naka no Faraway (瞳の中のファーラウェイ) ※Theme song de l'OVA「Five Star Stories ((ファイブスター物語)」incluant Eien no Blue (永遠のブルー)
  - Katahaba no Mirai (肩幅の未来) incluant Na・ma・i・ki (な・ま・い・き)
  - If We Hold On Together (en duo avec Diana Ross) incluant Owarinai Serenade (終わらないセレナーデ)

Albums
- - Tokimeki…I・Love・You (ときめき…アイ・ラブ・ユー)
  - Venus (ヴィーナス)
  - Ondine (オンディーヌ)
  - Tōkyō・Menu (トーキョー・メニュー)
  - F-1
  - New Yōko・Times (ニューヨーコ・タイムス)

### période enka
Singles
- - Higurashi (蜩) incluant Kokoro dake demo… (心だけでも…) 21 janvier 1993
  - Umi ni Furu Yuki (海に降る雪) incluant Michishirube (道しるべ) 2 juin 1993
  - Namidazake (なみだ酒) incluant Enka (艶花) 22 septembre 1993
  - Tsuki (蒼月) incluant Anta dake (あんただけ) 9 mars 1994
  - Meotozakeめおと酒 incluant Aya no Onna (C/W 綾の女) 10 mai 1995
  - Watashi ga Umarete Sodatta Tokoro (私が生まれて育ったところ) incluant Garasu Saka (硝子坂) 21 janvier 1995
  - Suterarete (捨てられて) incluant Futatabi no Koi (ふたたびの恋) 24 mars 1995
  - Shiawase ni Shite ne (倖せにしてね) incluant Ikenai Onna (いけない女) 21 février 1996
  - Yokohama Silhouette (ヨコハマ・シルエット) incluant Uso Da to Itte (嘘だといって) 6 juin 1996
  - Tategami (たてがみ) c/w ふられ酒 (Furarezake) 7 novembre 1996
  - Tategami「Gekijōban」 (たてがみ「劇場版」) incluant Akai Yuki (紅い雪) 22 janvier 1997
  - Oedo no Iroonna (お江戸の色女) incluant Natsu Hitori (夏ひとり) 23 avril 1997
  - Ano Koro no Namida wa (あの頃のなみだは) incluant Chizu no Nai Tabi (地図のない旅) 23 avril 1997
  - Moonlight Jealousy (ムーンライトジェラシー) 6 novembre 1997
  - Naniwa Yume Jōwa (浪花夢情話（新編桂春団治）) 6 novembre 1997
  - Koi no Platform (恋のプラットホーム) incluant Yōko no Zundokobushi (洋子のズンドコ節) 13 janvier 1998
  - Tōsan no Uta (父さんの詩) incluant Minatomachi Märchen (港町メルヘン) 21 mars 1998
  - Okeya no Hattsuan (桶屋の八つぁん) incluant Shinjuku Tazune Hito (新宿たずね人) 2 mai 1998
  - Hanazono Shigure (花園しぐれ) incluant Koi Sakaba (恋酒場) 13 novembre 1998
  - Kasa (傘) incluant Fukagawa Koi Kitsune (深川恋キツネ) 24 mars 1999
  - Sadame Yuki (さだめ雪) incluant Onna no Hanakotoba (女の花詞) 8 avril 1999
  - Namidazake (なみだ酒) / Meotozake (めおと酒) 16 décembre 1999
  - Higurashi (蜩) / Tsuki (蒼月) 16 décembre 1999
  - Musubaretai no (むすばれたいの) incluant Toi Machi (遠い街) 1er janvier 2000
  - Koi Sakaba (恋酒場) incluant Azusagawa (あずさ川) 21 avril 2000
  - Akai Yuki (紅い雪) incluant En Musubi (縁むすび) 1er novembre 2000
  - Tōno Monogatari (遠野物語) incluant Ikushunbetsugawa (幾春別川) 17 mai 2001
  - Meguriai (めぐり逢い) incluant Yadorigi Fūfu (やどり木夫婦) 21 mars 2002
  - Adesugata Onna no Hanafubuki (艶姿女花吹雪) incluant Tsuma to Iu Na Ja Nakutte mo (妻という名じゃなくっても)24 juillet 2002
  - Ai Arigatō (愛ありがとう) incluant Irozuku Tabiji (色づく旅路) 23 octobre 2002
  - Arashikyou (嵐峡) incluant Fuyu no Tango (冬のタンゴ) 22 janvier 2003
  - Arinko to Himawari (ありんことひまわり) incluant Arinko no Christmas (ありんこのクリスマス) 25 juin 2003
  - Jonkara Onnabushi (じょんから女節) incluant Tamayura (たまゆら) 25 juin 2003
  - Onna Tankōbushi (おんな炭坑節) 26 mai 2004
  - Uso Da to Itte (嘘だといって) incluant Bashō Nuno (芭蕉布) 26 janvier 2005
  - Yōko no... Umi (洋子の・・・海) incluant Yōko no Furusato (洋子の・・・ふるさと) 16 juin 2005
  - Yōko no Nagorizuki (洋子の・・・名残月) incluant Yōko no Fuyugeshiki (洋子の・・・冬景色) 19 octobre 2005

Albums
- - Kirari…Onna gokoro (キラリ…女心) 21 octobre 1993
  - Nagayama Yōko Concert (長山洋子コンサート) 24 août 1994
  - Sakuya kono Hana (咲くやこの花) 2 novembre 1994
  - Wakakusa no Onna (わかくさの芽女(おんな)) 24 mars 1995
  - Usuzumi no Onna (うすずみの女影(おんな)) 24 mars 1995
  - Suterarete～Kawaii Iroke wa Osuki? (捨てられて～可愛い色気はお好き？) 21 juillet 1995
  - Demo ne… Yōko (でもね…洋子) 22 novembre 1995
  - Shiawase ni Shite ne (倖せにしてね) 23 mars 2006
  - Yokohama・Silhouette (ヨコハマ・シルエット) 21 juin 1996
  - Tategami (たてがみ) 7 novembre 1996
  - Hana Ichirin (花いちりん) 21 novembre 1996
  - Nijuukyuu Sai～Shun～ (二十九才～旬～) 21 mai 1997
  - Are Kara… Go Nen (あれから…五年) 21 novembre 1997
  - Nagayama Yōko, Ichikawa Shousuke Melody o Utau (長山洋子、市川昭介メロディーを唄う) 23 septembre 1998
  - Kita no Tabi (北の旅) 6 novembre 1998
  - Sadame Yuki (さだめ雪) 22 septembre 1999
  - En Musubi (縁むすび) 22 septembre 1999
  - 2000 nen Yōko no Sekai (2000年 洋子の世界) 23 février 2000
  - Koi Tsuzureori (恋つづれおり) 21 juin 2000
  - Akai Yuki (紅い雪) 22 novembre 2000
  - Tōno nite…(遠野にて…) 25 juillet 2001
  - Onna no Jinsei Melodrama～Tōno Monogatari (女の人生メロドラマ～遠野物語) 21 novembre 2001
  - Meguriai (めぐり逢い) 21 novembre 2000
  - Arashikyou (嵐峡) 22 janvier 2003
  - Jonkara～Nagayama Yōko Best (じょんから～長山洋子ベスト) 26 novembre 2003
  - Kirari, Onnabushi (キラリ、女節) 21 février 2004
  - Onna Tanko Bushi (おんな炭坑節) 20 octobre 2004